# Micrechites grandiflorus
Micrechites grandiflorus là một loài thực vật có hoa trong họ La bố ma. Loài này được (D.J.Middleton) D.J.Middleton mô tả khoa học đầu tiên năm 2006.